# Wachgeküsst (Lied)
Wachgeküsst ist ein Lied der deutschen Schlagerband Wolkenfrei aus dem Jahr 2015, die allerdings nur noch durch die Sängerin Vanessa Mai verkörpert wurde, nachdem Marc Fischer und Stefan Kinski kurz zuvor die Band verlassen hatten. Das Stück ist die zweite Singleauskopplung aus ihrem zweiten, gleichnamigen Studioalbum.

## Entstehung und Artwork
Geschrieben wurde das Lied gemeinsam von Olaf Bossi, Felix Gauder und Alexandra Kuhn. Gauder zeichnete zudem auch für die Abmischung, das Arrangement, Teile der Instrumentierung und die Musikproduktion verantwortlich. Für die Instrumentierung spielte Gauder das Keyboard ein, während die Gitarre durch Hannes Butzer sowie George Kousa eingespielt wurde. Die Aufnahme sowie der Produktionsprozess erfolgten in den Stuttgarter Jojo Music Studios.
Alle drei Autoren begannen mit der Albumproduktion zu Endlos verliebt (Februar 2014) beziehungsweise der Debütsingle Jeans, T-Shirt und Freiheit (Juli 2013) eine langjährige Zusammenarbeit mit der Band und zu Teilen auch mit Sängerin Vanessa Mai, über das Ende des Bandprojektes hinaus. So waren alle drei nicht nur an der Produktion des Debütalbums beteiligt, sondern auch hiermit am Nachfolgealbum Wachgeküsst (Juli 2015). Gauder war darüber hinaus auch an der Produktion von Mais Soloalben Regenbogen (August 2017) und Schlager (August 2018) beteiligt. Im März 2023 waren Bossi und Gauder zudem Teil der Produktion zu Hotel Tropicana, einem Wolkenfrei-Projekt, das von Mai alleine umgesetzt wurde.
Auf dem Frontcover der Single ist – neben Liedtitel und Interpretenangabe – Wolkenfrei-Sängerin Vanessa Mai zu sehen. Es zeigt sie mit dem Bauch auf dem Boden liegend, während die ihre Beine überkreuzt nach oben streckt, sich mit ihren Ellenbogen auf dem Boden abstützt, ihren Kopf wiederum auf der linken Hand abgestützt und den Blick zur Kamera gerichtet hat.

## Veröffentlichung und Promotion
Die Erstveröffentlichung von Wachgeküsst erfolgte am 10. Juli 2015 bei Ariola, als Teil von Wolkenfreis zweiten, gleichnamigen Studioalbums (Katalognummer: 88875 05029 2). Der Vertrieb erfolgte durch Sony Music Entertainment, verlegt wurde das Lied durch AFM Publishing, OneTwoFour Publishing und den Rudi Schedler Musikverlag. Am 18. September desselben Jahres erschien das Lied zunächst als Promo-Single in seiner Studioversion sowie am 2. Oktober in einer Liveversion. Am 9. Oktober 2015, zeitgleich mit der Veröffentlichung des Livealbums Wachgeküsst – Live aus dem Parktheater Augsburg (Katalognummer: 88875139079), wurde das Lied als zweite Singleauskopplung aus dem Album veröffentlicht. Diese erschien als digitale Maxi-Single zum Download, mit insgesamt fünf verschiedenen Versionen des Liedes (Katalognummer: 886445532456). In den folgenden Jahren wurde der Titel auf diversen weiteren Alben von Wolkenfrei und Vanessa Mai veröffentlicht, so unter anderem Liveversionen auf Wachgeküsst – Live aus dem Parktheater Augsburg (Oktober 2015) und Für Dich – Live aus Berlin (Januar 2017), eine Akustikversion auf der Kompilation Für Dich – Akustik Best Of (Juli 2017), oder ein sogenannter „Hitmix“ auf Mais fünften Studioalbum Schlager.
Um das Lied zu bewerben, erfolgten unter anderem ein Liveauftritt zur Hauptsendezeit in der ARD-Show 150 Jahre Schlager – Das große Fest zum Jubiläum am 10. Oktober 2015, sowie weitere Liveauftritte bei ZDF-Fernsehgarten on Tour am 11. Oktober 2015 sowie in der MDR-Musikshow Stefanie Hertel – Meine Stars am 31. Oktober 2015.

## Inhalt
| „Du hast mich einfach wachgeküsst. Vor dir wusst ich nicht, was Liebe ist. Du hast mich aus meinem Schlaf befreit. Aus dem Dunkel einer langen Ewigkeit. Es ist viel schöner als im Traum. Ich kann mit dir nach vorne schau’n. Wie lange hab’ ich das hier alles vermisst? Du hast mich wachgeküsst.“ – Refrain, Originalauszug | Der Liedtext zu Wachgeküsst ist in deutscher Sprache verfasst und stammt von Olaf Bossi, Felix Gauder und Alexandra Kuhn. Alle Texter waren zugleich für die Komposition zuständig und komponierten die Musik in C-Dur mit 128 Schlägen pro Minute. Musikalisch bewegt sich das Lied in den Bereichen der Popmusik und des Schlagers, stilistisch im Bereich des Popschlagers. Inhaltlich handelt es sich bei Wachgeküsst um ein Liebeslied, in dem die Protagonistin von der Liebe ihres Lebens singt („Ich träumte immer nur von großer Liebe, doch manchmal werden Wunder wahr“), einem Partner, der ihr gezeigt habe, was Liebe wirklich sei („Vor dir wusst ich nicht, was Liebe ist“) und wie sehr sich die Protagonistin danach gesehnt habe („Wie lange hab’ ich das hier alles vermisst?“). |

Aufgebaut ist das Lied aus einem Intro, zwei Strophen und einem Refrain. Es beginnt mit dem Intro, das lediglich aus dem Ausruf „Wachgeküsst“ besteht. Darauf folgt die erste Strophe, die als Vierzeiler geschrieben wurde. Auf diese folgt zunächst der ebenfalls vierzeilige Prechorus, ehe der Hauptteil des Refrains einsetzt, welcher acht Zeilen umfasst. Der gleiche Aufbau wiederholt sich mit der zweiten Strophe. Nach dem zweiten Refrain setzt als musikalisches Zwischenspiel eine Art Bridge ein, in dem ein Instrumental zu hören ist, ehe das Lied mit dem dritten Refrain endet. Der Hauptgesang stammt von Vanessa Mai, im Begleitgesang sind unter anderem ihr Bandkollege Stefan Kinski, der Autor Olaf Bossi sowie Annasarah, Jenny Marsala, Jutta Mesch und Oliver Nova zu hören.

## Musikvideo
Das Musikvideo zu Wachgeküsst wurde in Berlin gedreht und feierte seine Premiere am Tag der Singleveröffentlichung auf der Videoplattform YouTube. Dieses beginnt zunächst mit Nahaufnahmen von Vanessa Mais Gesicht, danach lässt es sich in zwei Abschnitte unterteilen, die immer wieder im Wechsel zu sehen sind. Zum einen zeigt es Mai, die ein Duett mit sich selbst singt, während sie von Tänzern begleitet. Zum anderen zeigt es sie und ihr zweites Ich in einer Art Prismaspiegelung. Regie führten Stefan Nagel und Stephan Wagner. Die Gesamtlänge des Videos beträgt 3:46 Minuten. Bis August 2025 zählte das Video über 12,7 Millionen Aufrufe auf YouTube.
Vanessa Mai kommentierte die Dreharbeiten mit den Worten: „Es hat mir Riesenspaß gemacht, quasi mit meinem Spiegelbild zu arbeiten. Wir haben das Video in einem 24-Stunden-Nonstop-Dreh in Berlin produziert und wenn ich am anderen Morgen auch hundemüde war, das Ergebnis hat sich rentiert“.
Darüber hinaus erschien zu Promozwecken – mit der Albumveröffentlichung – ein 46-sekündiges Kurzvideo, das lediglich Mai, in einem schwarzen Outfit, auf einer Couch liegend, vor einem bläulichen Hintergrund, zeigt. Dieses war auch Teil der 65-minütigen Dokumentation Wolkenfrei Wolke 7 – Das TV-Spezial, das einen Tag vor der Albumveröffentlichung beim Deutschen Musik Fernsehen ausgestrahlt wurde.

## Mitwirkende
| Liedproduktion - Annasarah: Begleitgesang - Olaf Bossi: Begleitgesang, Komposition, Liedtext - Hannes Butzer: Gitarre - Felix Gauder: Abmischung, Arrangement, Keyboard, Komposition, Liedtext, Musikproduktion - Stefan Kinski: Begleitgesang - George Kousa: Gitarre - Alexandra Kuhn: Komposition, Liedtext - Vanessa Mai: Gesang - Jenny Marsala: Begleitgesang - Jutta Mesch: Begleitgesang - Oliver Nova: Begleitgesang | Musikvideo - Frank Kaminski: Visuelle Effekte - Theresa Matkewitz: Regieassistenz - Stefan Nagel: Regie - Philip Nauck: Bewegungs-Gestaltung, Visuelle Effekte - Julia Schaaf: Szenenbild - Stephan Wagner: Regie Unternehmen - AFM Publishing: Verlag - Ariola: Musiklabel - Elephant Filmproduktion: Filmproduktion (Musikvideo) - Jojo Music Studios: Tonstudio - OneTwoFour Publishing: Verlag - Rudi Schedler Musikverlag: Verlag - Sony Music Entertainment: Vertrieb |

## Rezeption
Ute Brüning vom deutschsprachigen Online-Magazin Smago! beschrieb das Lied während einer Rezension zum gleichnamigen Album mit folgenden Worten: „Wachgeküsst gab dem Album seinen Namen und es ist das Gefühl aus dem Märchen, das da siegt. Auch die Prinzessin aus dem Märchen wurde wachgeküsst und fand danach die große Liebe“.
Melanie Gladbach von SchlagerPlanet ist der Meinung, dass Wolkenfrei im Musikvideo zu Wachgeküsst dort anschließen würde, wo es mit dem vorangegangenen Video zu Wolke 7 aufgehört habe. Schon in der vorherigen „Dance-Nummer“ habe das Gefühl der Liebe oder zumindest des Verliebtseins regiert. Hierbei gehe es jedoch nicht mehr um kleine flatternde Schmetterlinge, hier scheine sich doch etwas Ernsteres anzubahnen. Ähnlich zu Wolke 7 sei der treibende Beat und die Darstellung von mädchenhaften Träumen in Text und Bild: „Du siehst meine Wünsche noch bevor ich etwas sag!“ In einer späteren Rezension beschrieb sie den Titel als „rosa Mädchen-Traum“.
Im Kölner Musikmagazin InSight hieß es, dass passend zur Veröffentlichung von Wachgeküsst – Live aus dem Parktheater Augsburg Mai mit einem außergewöhnlichen Video überrasche. Im Musikvideo zur aktuellen Single Wachgeküsst singe die neue Schlagerprinzessin ein Duett mit sich selbst! Die Regisseure ließen mit Hilfe fantastischer Effekte die Wolkenfrei-Sängerin mit ihrem Alter Ego musikalisch kommunizieren.